# Zakspeed 881
Chronologie des modèles (1988)
Zakspeed 871 Zakspeed 891
La Zakspeed 881 est la monoplace de Formule 1 engagée par l'écurie allemande Zakspeed dans le cadre du championnat du monde de Formule 1 1988. Elle est pilotée par l'Italien Piercarlo Ghinzani et l'Allemand Bernd Schneider. Elle est propulsée par un moteur turbo de quatre cylindres en ligne produit par Zakspeed.

## Historique
La Zakspeed 881 est une légère évolution de la Zakspeed 871 de 1987. Elle s'en distingue néanmoins par des pontons plus courts et étroits. Néanmoins, cette monoplace se montre peu performante et peu fiable : régulièrement non-qualifiée, la Zakspeed 881 ne permet à ses pilotes, Piercarlo Ghinzani et Bernd Schneider, de rallier l’arrivée qu'à cinq reprises en trente-deux engagements, notamment à cause de la fragilité du moteur turbo Zakspeed.
Lors du Grand Prix de France, Piercarlo Ghinzani, qualifié vingt-deuxième, est finalement exclu de l'épreuve pour avoir manqué un contrôle de pesée. Son équipier Bernd Schneider abandonne au bout du soixantième tour de la course à la suite de la casse de sa boîte de vitesses, après s'être élancé de la vingt-et-unième place sur la grille,.
L'écurie réalise sa meilleure performance de la saison lors de la neuvième manche, disputée en Allemagne. Schneider, qualifié vingt-troisième, termine en douzième position, à un tour du vainqueur Ayrton Senna (McLaren), tandis que Ghinzani, parti de la vingt-deuxième place, finit quatorzième, également à un tour du Brésilien,.
En marge du Grand Prix de Belgique, l'ingénieur autrichien Gustav Brunner, en provenance de Rial Racing, prend ses fonctions en qualité de directeur technique de Zakspeed.

## Résultats en championnat du monde de Formule 1
| Saison | Écurie               | Moteur                   | Pneus    | Pilotes            | Courses | Courses | Courses | Courses | Courses | Courses | Courses | Courses | Courses | Courses | Courses | Courses | Courses | Courses | Courses | Courses | Points inscrits | Classement |
| Saison | Écurie               | Moteur                   | Pneus    | Pilotes            | 1       | 2       | 3       | 4       | 5       | 6       | 7       | 8       | 9       | 10      | 11      | 12      | 13      | 14      | 15      | 16      | Points inscrits | Classement |
| ------ | -------------------- | ------------------------ | -------- | ------------------ | ------- | ------- | ------- | ------- | ------- | ------- | ------- | ------- | ------- | ------- | ------- | ------- | ------- | ------- | ------- | ------- | --------------- | ---------- |
| 1988   | West Zakspeed Racing | Zakspeed 1500/4 L4 Turbo | Goodyear |                    | BRÉ     | SMR     | MON     | MEX     | CAN     | DET     | FRA     | GBR     | ALL     | HON     | BEL     | ITA     | POR     | ESP     | JAP     | AUS     | 0               | 18e        |
| 1988   | West Zakspeed Racing | Zakspeed 1500/4 L4 Turbo | Goodyear | Piercarlo Ghinzani | Nq      | Abd     | Abd     | 15e     | 14e     | Nq      | Exc.    | Nq      | 14e     | Nq      | Abd     | Abd     | Nq      | Nq      | Nq      | Abd     | 0               | 18e        |
| 1988   | West Zakspeed Racing | Zakspeed 1500/4 L4 Turbo | Goodyear | Bernd Schneider    | Nq      | Nq      | Nq      | Abd     | Nq      | Nq      | Abd     | Nq      | 12e     | Nq      | 13e     | Abd     | Nq      | Nq      | Abd     | Nq      | 0               | 18e        |

Légende : ici 